# Лондонская конференция (1866)
Лондонская конференция проходила в Лондоне (Соединённое королевство). Она началась 4 декабря 1866 года и стала последней в серии конференций или дебатов, которые привели к Канадской конфедерации в 1867 году. Шестнадцать делегатов из провинции Канады, Новой Шотландии и Нью-Брансуика приняли в ней участие вместе с должностными лицами британского правительства, чтобы подготовить проект Акта о Британской Северной Америке. Канадские делегаты встретились в отеле Westminster Palace, через дорогу от здания парламента.
Лондонская конференция была продолжением Квебекской конференции, результатом которой стали семьдесят две резолюции. Основной темой для разногласий оставалась система образования, поскольку римско-католические епископы лоббировали за гарантии защиты отдельной школьной системы. Против этого выступили делегаты из Приморья, и достигнутый компромисс был изложен в 93 разделе Акта о Британской Северной Америке, который гарантировал отдельные школьные системы в Квебеке и Онтарио, но не в Новой Шотландии или Нью-Брансуике.
Председателем конференции был Джон А. Макдональд. Королева Виктория согласилась с поданным по её итогам законопроект, и Доминион Канады был создан 1 июля 1867 года.